# Mini Malaysia and ASEAN Cultural Park
Il Mini Malaysia and ASEAN Cultural Park (malese: Taman Mini Malaysia dan ASEAN) è un parco a tema a Ayer Keroh, Malacca, Malaysia. Il parco esibisce le case tradizionali di tutti gli stati della Malesia e anche di tutti i paesi dell'Associazione delle Nazioni del Sud-est asiatico.

## Storia
Il Mini Malaysia Cultural Park fu inaugurato il 17 luglio 1986 dal Primo Ministro Mahathir Mohamad, seguito dal Mini ASEAN Cultural Park il 3 settembre 1991.

## Esposizioni

### Mini Malaysia
- Casa del Perlis dal tetto lungo
- Casa del Penang dal tetto lungo
- Casa del Kedah dal tetto lungo
- Casa del Perak dal tetto lungo
- Casa del Selangor dal tetto lungo

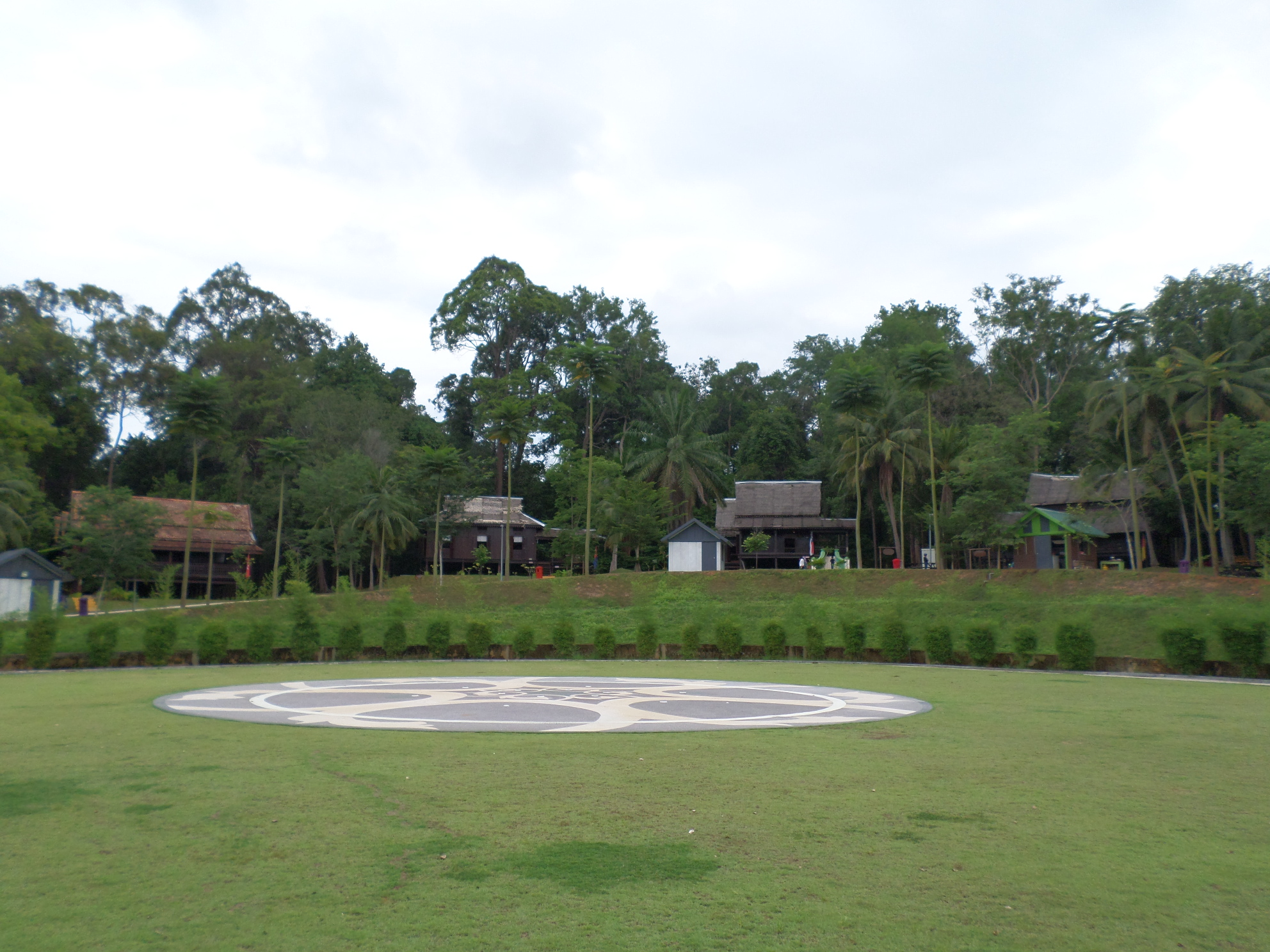
Mini Malaysia

- Casa del Negeri Sembilan dal tetto lungo
- Casa del Malacca dal tetto lungo
- Casa del Johor dai cinque tetti
- Casa del Kelantan dal tetto lungo
- Casa del Terengganu dai cinque tetti
- Casa del Pahang dal tetto lungo
- Casa tradizionale del Sabah
- Casa tradizionale del Sarawak

### Mini ASEAN

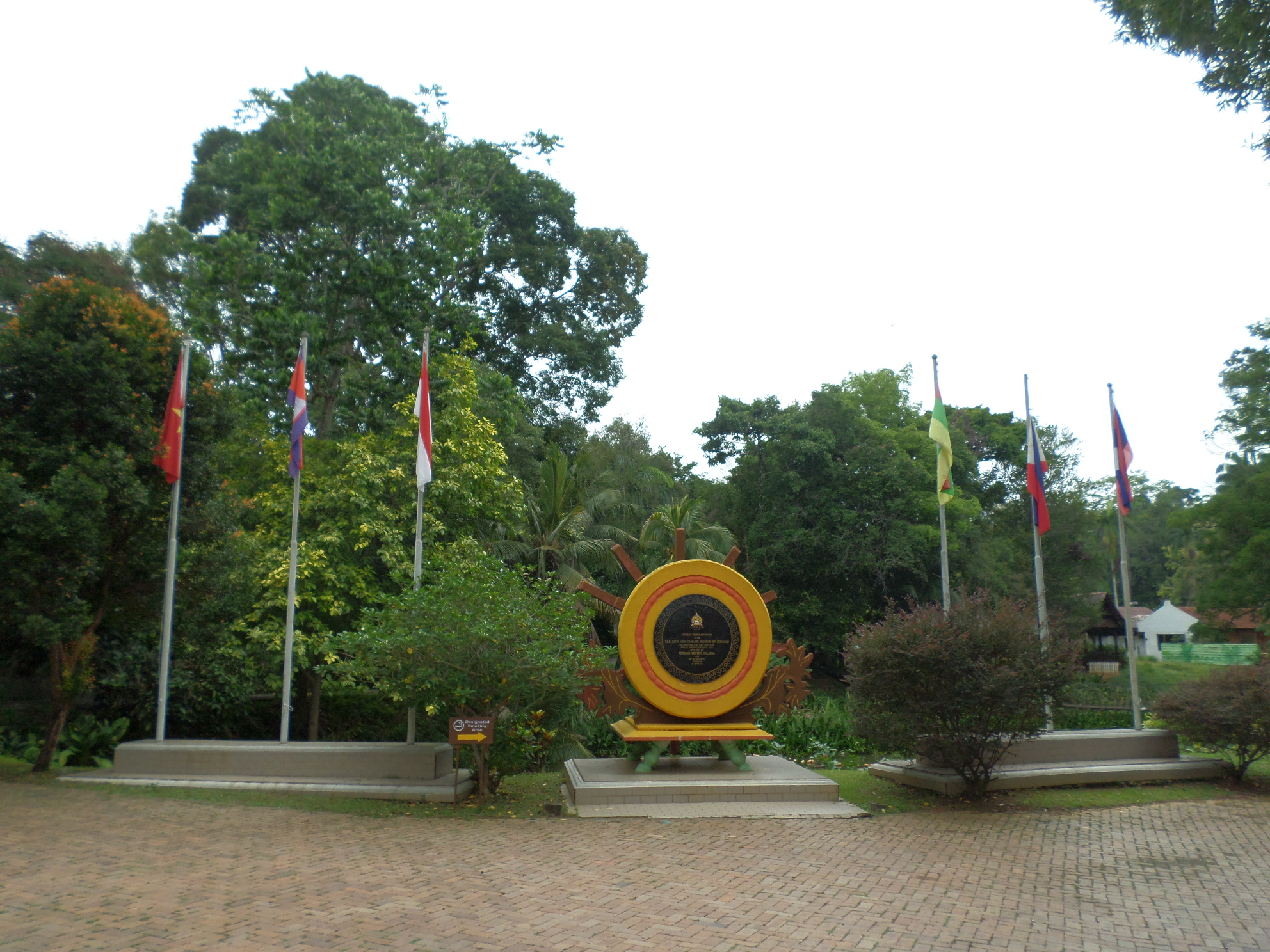
Mini ASEAN

- Casa tradizionale della Tailandia
- Casa tradizionale delle Filippine
- Casa tradizionale di Brunei
- Casa tradizionale dell'Indonesia
- Casa tradizionale di Singapore
- Casa tradizionale del Vietnam
- Casa tradizionale della Birmania
- Casa tradizionale della Cambogia
- Casa tradizionale del Laos